# Campiglossa enigma
Campiglossa enigma este o specie de muște din genul Campiglossa, familia Tephritidae. A fost descrisă pentru prima dată de Erich Martin Hering în anul 1941.
Este endemică în Uruguay. Conform Catalogue of Life specia Campiglossa enigma nu are subspecii cunoscute.